# 마야 알데린
마야 알데린(Maja Alderin, 1985년 11월~ )은 스웨덴 서부 해안가의 작은 마을에서 출생한 싱어송라이터이다. 사진 작가인 어머니와 레코드샵을 운영하며 뮤지션으로 활동하던 아버지와 함께 스웨덴 엥엘홀름의 작은 마을에서 자랐다. 예술가인 부모님밑에서 자란 덕분에 어릴때부터 음악을 자연스럽게 접하며 자란덕에 자신의 꿈과 가능성에 대해 다른 친구들보다 일찍 눈을 떴으며 지금은 스톡홀름에 거주하며 가수로서 활동하고 있다.

## 기본정보
어릴적부터 음악과 친숙하게 자란 마야 앨더린은 어린시절부터 피아노를 연주하며 노래부르기를 좋아했다. 16세가 되던해에는 자신의 곡을 직접 만들어 부르기 시작하였다. 학창시절 컨트리 음악 듀오와 여러 하드 록밴드에서 보컬로 활동하기도 했는데, 당시 활동하던 밴드에서 Hey Monica란 곡이 유명세를 타 스웨덴 전역을 돌며 투어를 한 경험을 가지고 있기도 하다. 

이렇게 적지 않은 나이에 다양한 활동을 하던 그녀는 18세가 되던 어느날 할머니의 오래된 LP앨범을 듣던 중, 조니 미첼의 1971년 앨범 'Blue'를 듣게 되면서 기타와 피아노를 사용한 어쿠스틱한 음악과 진솔한 가사에 매력을 느끼게 된다. 이후 조니 미첼의 음악에 푹 빠지게 되면서 자신이 추구해야 할 음악적 방향을 결정하게 되는 터닝포인트를 맞게된다.

### 음악활동
이후 솔로 활동을 하던 중 2009년에는 미국 출신의 남자가수 로렌프란시스(Loren Francis)를 만나게되면서 컨트리 듀오 Dear Companion을 결성하여 마이스페이스를 통해 활동을 시작하였고 내슈빌에 잠시 거주하면서 앨범녹음과 공연활동을 하기도 했다. 약 1년간의 듀오 활동 이후 마야앨더린(Maja Alderin)은 자신만의 솔로 커리어를 다시 쌓기로 결정하고 내슈빌에서 데뷔앨범 The Darling EP를 녹음한 후 다시 스웨덴으로 돌아오게 된다.

### 데뷔
마야 앨더린의 데뷔 앨범인 The Darling EP는 2010년 녹음과 함께 출시되었다. The Darling EP에는 Darling, Til Your Heart Stops, Make It Matter, Two Years(Demo)까지 총 4곡 수록되었다. 이 앨범은 드럼 및 다른 전자악기의 사용은 최대한 배제하고 어쿠스틱 기타(Acoustic Guitar)]]와 피아노, 그리고 몇 개의 현악기를 사용하여 편곡 및 녹음되었다. The Darling EP출시와 동시에 스웨덴 각종 음악 페스티벌과 클럽 뿐 아니라 미국과 호주, 중국에서 활동을 하기도 했다. The Darling EP는 2013년 4월 26일 썸뮤직코리아(Some Music Korea)를 통해서 대한민국에 정식 출시될 예정이기도 하다. 2013년 현재 마야앨더린(Maja Alderin)은 두 번째 EP앨범을 작업 중에 있으며 새로운 EP앨범은 Maja A Francis 이름으로 출시할 계획이라고 한다.

## 음반목록
EP 앨범
- The Darling EP (2010)

## 음악외의 활동

### 빈티지 의류 수집가
마야 알데린(Maja Alderin)은 음악 뿐 아니라 1970~90년대 빈티지 의류를 사랑한다. 그녀는 틈만 나면 여러 프리마켓을 돌아다니며 자신이 수집한 빈티지 의류와 용품을 사거나 팔기도 한다. 또한 자신만의 작은 온라인 샵인 SwitchToKitsch를 Etsy.com을 통해서 운영하고 있다.